# Robert Campbell (Politiker, 1843)
Robert Campbell (* 8. Januar 1843; † 10. Dezember 1889) war ein neuseeländischer Politiker.

## Biografie
Campbell wurde vermutlich in London geboren. Er wanderte 1860 nach Neuseeland aus. Am 2. Dezember 1868 in Christchurch heiratete er Emma Josephine Hawdon, die älteste Tochter von Joseph Hawdon, einem Mitglied des New Zealand Legislative Council. Die Schwester seiner Ehefrau heiratete später Edward Wingfield Humphreys.
Campbell vertrat den Wahlkreis Oamaru im Repräsentantenhaus von 1866, bis er am 9. April 1869 zurücktrat. Am 13. Mai 1870 wurde er zum Legislative Council ernannt, wo er bis zu seinem Tod am 10. Dezember 1889 saß.